# Wiktor z Mediolanu
Wiktor z Mediolanu, również Wiktor Afrykańczyk, wł. Vittore il Moro (ur. w III wieku w Mauretanii, zm. ok. 303 w Mediolanie) – święty Kościoła katolickiego, męczennik.
Jego życie opisał w V wieku Ambroży z Mediolanu wspominając go razem ze świętymi Naborem i Feliksem.
Pochodzący z Mauretanii Wiktor był uwięzionym za przyjęcie chrześcijaństwa żołnierzem Maksymiana. Po odmowie wyrzeczenia się wiary poddany został torturom co nie wpłynęło na jego poglądy. Ucieczka z niewoli zakończyła się ujęciem Wiktora i straceniem przez ścięcie.
Szczególnym miejscem kultu świętego jest San Vittore in ciel d’oro w Mediolanie.
Święty Wiktor jest patronem Varese, Verbania i Rho.
Jego wspomnienie liturgiczne obchodzono niegdyś 6, 7, 8 i 14 maja oraz 21 i 30 września. Obecnie w Martyrologium Rzymskim umieszczone zostało pod dniem 8 maja.
Mediolańskie więzienie nosi imię świętego (wł. Carcere di San Vittore).